# Agrupación de Cofradías de Semana Santa de Málaga
La Agrupación de Cofradías de Semana Santa de Málaga, más comúnmente conocida como Agrupación de Cofradías de Málaga o La Agrupación de Cofradías a secas, es un organismo fundado en 1921 por las cofradías y hermandades existentes en la ciudad en tal año, con el fin de: «Organizar y coordinar las actividades de las hermandades o cofradías [de Semana Santa de Málaga] y fomentar una colaboración y buena relación entre ellas.»
Tal y como indica su nombre, actualmente engloba a las cofradías fundadoras además de las que, con el tiempo, se han ido integrando en su seno, conservando su función original. Es un organismo totalmente independiente de cualquier gobierno o administración y funciona respecto de las hermandades como una entidad supervisora.
La sede de la Agrupación se encuentra, desde el año 1988, en el Hospital de San Julián.
Actualmente, está formada por 43 cofradías y hermandades. Su junta de gobierno está formada por los Hermanos Mayores de dichas hermandades. 
Desde el año 1921, organiza cada Domingo de Resurrección la procesión del Santísimo Cristo Resucitado y María Santísima Reina de los Cielos, que además son los titulares de la Agrupación.

## Historia
La Agrupación de Cofradías nace el 21 de enero de 1921 en la desaparecida iglesia de la Merced.
Fue fundada por las siguientes cofradías: La Sangre, El Paso y La Esperanza, Sepulcro, Huerto, Pollinica, Soledad de San Pablo, El Rico, Expiración, La Paloma y las actuales secciones de las Reales Cofradías Fusionadas, Azotes y Columna, Exaltación y Mayor Dolor de la Santa Vera Cruz. El primer presidente fue Antonio Baena Gómez, Hermano Mayor de la Archicofradía de la Sangre. Posteriormente, se fueron agregando más cofradías a la Agrupación hasta llegar a las 43 actuales.

## Titulares

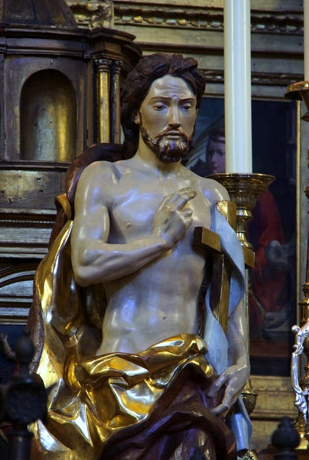
Santísimo Cristo Resucitado, titular de la Agrupación

Desde la fundación de la Agrupación se nombró como titular al Santísimo Cristo Resucitado. La actual imagen es obra del valenciano José Capuz del año 1945. Hasta principios de los años 80, el Cristo procesionaba con un grupo escultórico formado por dos soldados romanos, uno dormido y otro en posición de admiración. Anteriormente, el titular de la Agrupación fue un Resucitado del siglo XVIII realizado por Fernando Ortiz, cedida por el Monasterio Cisterciense de la Asunción de Nuestra Señora.
En el año 1992, se decide incorporar una imagen mariana, María Santísima Reina de los Cielos, encargando a Luis Álvarez Duarte su realización.

## Marchas dedicadas
- Reina de los Cielos, Ginés Sánchez Torres (1995)
- Santísimo Cristo Resucitado, Antonio Jurado Pérez (1996)
- Reina de los Cielos, Pedro Gutiérrez Martínez (2001)
- Ha Resucitado, Miguel Ángel Gálvez Robles (2015)
- Reina de los Cielos, Germán San Antonio Vega (2018)
- Centenario, Juan Jesús López Sandoval (2020)

## Funciones
La Agrupación de Cofradías entre otras funciones se encarga de gestionar las sillas situadas en el Recorrido Oficial. Además, anualmente, sus miembros eligen al autor del Cartel Oficial de la Semana Santa de Málaga y al pregonero oficial de dicha Semana Santa.
La Comisión de Cultos de la Agrupación organiza, cada primer viernes de Cuaresma, el Vía Crucis Oficial donde una imagen cristifera perteneciente a una de las cofradías agrupadas realiza un traslado desde la iglesia de San Julián, sede de la agrupación hasta la catedral, donde preside dicho Vía Crucis.
Desde el año 1922, la Agrupación publica la revista cofrade La Saeta, fundada por el periodista Francisco Morales. A partir del año 1999, también se publica La Saeta de otoño.
La Agrupación de Cofradías gestiona el Museo de la Semana Santa ubicado en el antiguo Hospital de San Julián del centro histórico de Málaga.

## Símbolos
La Agrupación posee dos símbolos que la identifican, el escudo y el pendón.
El escudo, descrito de forma no héráldica, está compuesto por una cruz de tipo griego (con todos sus brazos de la misma longitud) con remates y con un espacio vacío en su centro donde, enmarcadas por una corona de espinas, se encuentran entrelazadas las siglas A(grupación), C(ofradías), S(emana) y S(anta). Entre brazo y brazo de la cruz se puede leer de modo circular Agrupación de Cofradías de Semana Santa de Málaga, dándole cierto parecido con una cruz celta.
El pendón heráldico es cuadrangular. Se divide en tres franjas horizontales del mismo tamaño, siendo la superior de color granate o burdeos, la central verde y la inferior morada. En posición centrada se sitúa el emblema antes descrito. El pendón o bandera, normalmente, sólo se exhibe en la salida procesional del Santísimo Cristo Resucitado y María Santísima Reina de los Cielos, titulares de la Agrupación, el Domingo de Resurrección.